# Temps
|  | Per a altres significats, vegeu «Temps (desambiguació)». |

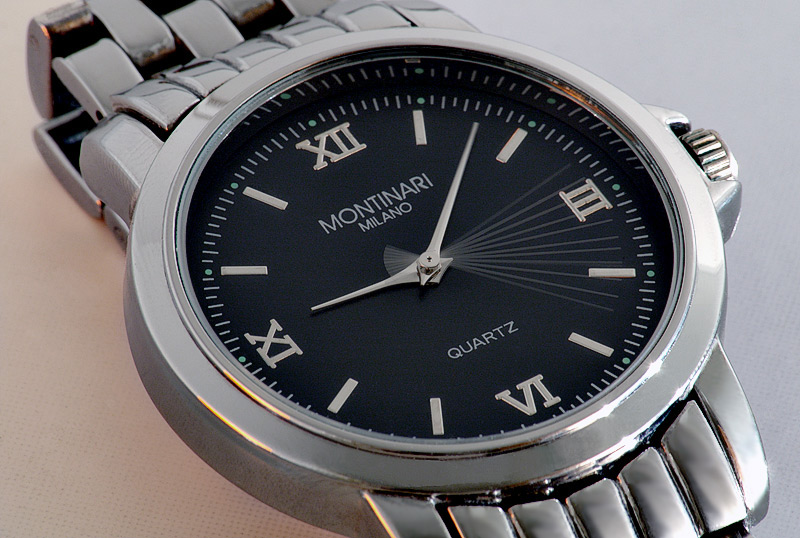
Deu segons en un rellotge Montinari Milano

El temps és un concepte físic que tots experimentem quotidianament, però que resulta difícil de definir formalment. Es pot partir de la noció que els esdeveniments físics tenen lloc un darrere l'altre, i que el temps és l'escala en què aquests esdeveniments tenen lloc. Es pot percebre o mesurar l'ordre dels esdeveniments en el temps, i també la quantitat de temps que hi ha entre dos esdeveniments. Hi ha, de fet, dues maneres de fer-ho: segons John McTaggart Ellis McTaggart, es pot descriure utilitzant «sèries A» i termes com ara «avui» o «fa deu anys», en què el punt de partida és el present; o bé amb les «sèries B», que utilitzen termes com ara «abans de» o «durant», prenent referències més objectives i fixes.
La unitat de temps del sistema internacional és el segon. El sistema d'hores i minuts utilitzat habitualment en la vida quotidiana es basa en el segon: un minut són 60 segons, i una hora 60 minuts. A un altre nivell, el calendari s'estructura en dies, mesos, i anys.

## El temps en física
Des de l'època de Newton fins a la reinterpretació profunda d'Einstein dels conceptes físics associats amb el temps i l'espai, el temps es considerava que era «absolut» i fluïa «uniformement» (fent servir les paraules de Newton) per a tots els observadors. La ciència de la mecànica clàssica es basa en aquesta idea newtoniana de temps.
Einstein, en la seva teoria especial de la relativitat, va partir del postulat que la velocitat de la llum és finita i constant per a tots els observadors. Aquest postulat, juntament amb una definició raonable del que significa que dos esdeveniments siguin simultanis, exigeix que les distàncies es contraguin i els intervals de temps es dilatin per a esdeveniments associats amb objectes en moviment relatiu a l'observador que fa les mesures, respecte del que mesura un observador que no es mou respecte dels objectes.
Aquest resultat es va poder posar a prova amb l'experiment de Rossi-Hall, en què es mesura la vida mitjana dels muons. La vida mitjana mesurada quan els muons es mouen a diferents velocitats respecte del laboratori s'allarga d'acord amb la dilatació del temps prevista en la teoria.

### Mecànica clàssica
En mecànica clàssica, Newton explica el concepte de temps tot dient:
| «               | El temps absolut, verdader, i matemàtic en si i per la seva pròpia natura i sense relació amb res extern, flueix uniformement i per altre nom se'n diu "durada"; el relatiu, aparent i vulgar, és una mesura sensible i externa de qualsevol durada, per mitjà de qualsevol moviment (sia la mesura igual o desigual) i és el que la gent fa servir en lloc del temps verdader; així l'hora, el dia, el mes, l'any. | » |
| — Isaac Newton. | |   |

Aquest concepte és anterior a Newton; va ser Galileo Galilei en el seu llibre Dialogo Sopra i Due Massimi Sistemi del Mondo, qui va plantejar les mesures que farà un observador O₂ sabent les mesures que ha fet un altre observador O1 i la velocitat v relativa entre ells. Si cada observador té un sistema de coordenades cartesianes, mesurant la posició dels objectes en l'eix x i suposant que la velocitat relativa entre els dos és també en l'eix x, si al començament (t1 = t₂ = 0) els sistemes de coordenades dels dos observadors tenen els orígens coincidents (x1 = x₂), llavors si en un moment t1 l'observador O1 observa un objecte en la posició x1, l'observador O₂ l'observarà en:
{\displaystyle {\begin{aligned}&x_{2}=x_{1}+v\cdot t_{1}\\&t_{2}=t_{1}\\\end{aligned}}}
Una conseqüència immediata d'aquestes fórmules és que la velocitat d'un objecte que mesura l'observador O₂ és la que mesura l'observador O1 més la velocitat relativa entre els dos observadors.
Aquest plantejament, conjuntament amb les lleis de Newton, porten a un sistema que funciona força bé per a descriure els fenòmens diaris de l'experiència de la majoria de les persones.

### Física moderna
El 1810, Francesc Aragó va intentar sense èxit mesurar les diferències entre les velocitats de la llum provinent de diferents estels a diferents hores del dia i en diferents èpoques de l'any. Segons la transformació de Galileu, pel cap baix haurien de diferir en la velocitat en què la Terra s'apropa o s'allunya dels estels (a banda de les diferències de velocitat dels diferents estels entre si). A partir d'aquest resultat negatiu, va dissenyar instruments adequats per poder fer una mesura directa de la velocitat de la llum amb prou precisió per a apreciar les diferències entre la velocitat quan l'observador s'apropa a l'emissor i quan se n'allunya.
Emprant els instruments dissenyats per Aragó i més tard d'altres de perfeccionats es va fer aquesta mesura. El 1849, Fizeau, més tard Léon Foucault el 1862 i Michelson el 1878
Les mesures experimentals tenien cada cop més precisió i sempre donaven el mateix resultat de l'experiment d'Aragó del 1810: la velocitat de la llum era constant i independent de la velocitat relativa entre l'emissor i el receptor.
Per altra banda, les lleis de l'electromagnetisme desenvolupades al segle xix semblaven contradir les lleis de Newton, perquè la força entre dues càrregues no és la mateixa si la mesura un observador en repòs respecte de les càrregues que si ho fa un observador en moviment.
Lorentz va trobar que aquest resultat s'obté de manera natural, si per determinar les mesures que fa un observador en moviment, en comptes de les fórmules de Galileu es fa servir el que avui s'anomena transformació de Lorentz:
{\displaystyle \left\{{\begin{aligned}&x_{2}\\&t_{2}\\\end{aligned}}\right\}={\frac {1}{\sqrt {\left(1-{\frac {v^{2}}{c^{2}}}\right)}}}\cdot \left[{\begin{matrix}1&v\\{\frac {v}{c^{2}}}&1\\\end{matrix}}\right]\cdot \left\{{\begin{matrix}x_{1}\\t_{1}\\\end{matrix}}\right\}}
Més tard, Einstein va postular que les lleis de Newton s'havien de complir per a tots els observadors i a partir d'aquí va concloure que s'havia d'acceptar que altres magnituds que en mecànica clàssica es consideraven constants i independents de l'observador també depenien de la velocitat relativa entre l'observador i l'objecte, per exemple la massa o la força. En el cas de la força, la diferència coincideix exactament amb les forces magnètiques i s'aconsegueix l'acord entre les lleis de Newton i les de l'electromagnetisme.

### Espaitemps
El temps ha estat històricament molt relacionat amb l'espai, els dos junts comprenen l'espaitemps de la relativitat especial d'Einstein i la relativitat general. Segons aquestes teories, el concepte de temps depèn del marc de referència espacial de l'observador, i la percepció humana, així com la mesura d'instruments com rellotges són diferents per als observadors en moviment relatiu. El passat és el conjunt d'esdeveniments que pot enviar senyals de llum per a l'observador, el futur és el conjunt d'esdeveniments als quals l'observador pot enviar senyals de llum.

### La fletxa del temps
El temps sembla tenir una direcció —el passat és darrere, fix i incommutable, mentre que el futur és endavant i no és necessàriament fix. Tanmateix, la majoria de les lleis de la física no proporcionen aquesta fletxa de temps. Les excepcions inclouen la segona llei de la termodinàmica, que manifesta que l'entropia ha d'augmentar gradualment; la fletxa cosmològica de temps, que apunta cap a fora del big-bang, i la fletxa radiativa de temps, provocada per la llum que només viatja endavant en el temps. En física de partícules, hi ha també la fletxa feble de temps, a partir de la simetria CPT, i també la mesura en mecànica quàntica.

### Temps quantitzat
La quantització del temps és un concepte hipotètic. En les teories físiques establertes modernes (el model estàndard de partícules i interaccions i la relativitat general) no es quantitza el temps.
El temps de Planck (~ 5.4 × 10−44 segons) és la unitat de temps en el sistema d'unitats naturals conegudes com a unitats de Planck. Es creu que les teories físiques establertes fallen en aquesta escala de temps, i molts físics esperen que el temps de Planck podria ser la unitat més petita de temps que mai es podria mesurar, fins i tot en principi. Hi ha teories físiques provisionals que descriuen aquesta escala de temps; vegeu per exemple: teoria de la xarxa d'espín.

## El temps en mecànica relativista

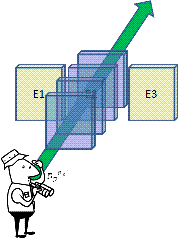
Observant esdeveniments

En mecànica relativista, la mesura del transcurs del temps depèn del sistema de referència on està situat l'observador i del seu estat del moviment, és a dir, diferents observadors mesuren diferents temps transcorreguts entre dos esdeveniments casualment connectats. Per tant, la duració d'un procés depèn del sistema de referència on es trobi l'observador. En tot cas, cada observador farà una classificació dels esdeveniments en: passats, futurs i esdeveniments ni passats ni futurs.
D'acord amb la teoria de la relativitat, fixats dos observadors situats en diferents marcs de referència, dos successos A i B dintre de la tercera categoria (esdeveniments ni passats ni futurs), poden ser percebuts pels dos observadors conjuntament, o pot ser que A passi «abans» que B per al primer observador mentre que B es produeixi «abans» que A per al segon observador. En aquestes circumstàncies, no existeix, per tant, cap possibilitat d'establir una noció absoluta de simultaneïtat independent de l'observador. Segons la relativitat general, el conjunt dels successos dintre de la categoria (3) és un subconjunt tetradimensional topològicament obert de l'espaitemps. Aquesta teoria només sembla funcionar amb la rígida condició de tan sols dos marcs de referència.
Quan s'agrega un marc de referència addicional, la teoria de la relativitat queda invalidada: l'observador A a la Terra percebrà que l'observador B viatja a major velocitat dins d'una nau espacial girant al voltant de la terra a 7.000 quilòmetres per segon. L'observador B notarà que la dada de temps que dona el seu rellotge s'ha desaccelerat, i conclourà que el temps s'ha «dilatat» per causa de la velocitat de la nau. Un observador C localitzat fora del sistema solar notarà que tant l'observador de la Terra com l'astronauta girant al voltant de la Terra, estan viatjant simultàniament —la nau espacial i el planeta terra— a 28.000 quilòmetres per segon al voltant del Sol. La conclusió sobre el comportament del rellotge a la nau espacial és que aquest rellotge està funcionant malament, perquè no va ser calibrat ni provat per a aquests nous canvis en el seu ambient. Aquesta conclusió està recolzada pel fet que no hi ha cap prova que mostri que el temps és objectiu.

## El temps i el big-bang
Stephen Hawking, en particular, ha abordat una connexió entre el temps i el big-bang. En Breu història del temps, entre altres llocs, Hawking diu que fins i tot si el temps no va començar amb el big-bang i no hi va haver un altre període abans del big-bang, cap informació dels esdeveniments seria accessible per a nosaltres, i res del que va succeir aleshores té cap efecte sobre el temps marc actual. De vegades, Hawking ha declarat que el temps, en realitat, va començar amb el big-bang, i que les qüestions sobre el que va passar abans del big-bang no tenen sentit.
Els científics han arribat a algun acord sobre la descripció dels esdeveniments que van succeir 10^-35 segons després del big-bang, però estan d'acord, en general, que les descripcions del que va passar abans d'un temps de Planck (5 × 10^-44 segons) després del big-bang probablement seguirà sent pura especulació.

## Mesura del temps
La mesura del temps, o cronometria, té dues branques que s'apliquen a períodes clarament diferents: el calendari, una abstracció matemàtica per a comptar períodes extensos de temps, i el rellotge, un mecanisme concret que compta el passatge en curs de temps. En la vida quotidiana, el rellotge es consulta per mesurar períodes de menys d'un dia; el calendari, per a períodes més llargs que un dia. Cada vegada més, els aparells electrònics personals mostren tant calendaris com rellotges simultàniament. El nombre (com el de la pantalla d'un rellotge o d'un calendari) que indica l'ocurrència d'un esdeveniment especificat com l'hora o la data s'obté comptant a partir d'un punt de referència.

### Història del calendari
Hi ha artefactes del Paleolític que suggereixen que es feia servir la lluna per comptar el temps en èpoques tan antigues com fa 12.000 anys, i possiblement fins i tot fa 30.000 anys.
La civilització sumèria d'aproximadament 2000 aC va introduir el sistema sexagesimal basat en el nombre 60. 60 segons en un minut, 60 minuts en una hora -i possiblement un calendari amb 360 (60 x 6) dies en un any (el que es considerava cicle anual de l'òrbita de la Terra abans del 1495 aC). El dotze també apareix, amb aproximadament 12 hores de dia i 12 de nit, i 12 mesos dins un any (i és 12 1/5 de 60).
Les reformes de Juli Cèsar el 45 aC basen el món romà en un calendari solar. Aquest calendari julià era defectuós, ja que la intercalació de dies de traspàs encara permetia que els solsticis astronòmics i equinoccis avancessin aproximadament 11 minuts per any. El papa Gregori XIII va introduir una correcció el 1582; el calendari gregorià va ser adoptat lentament per les diferents nacions durant un període de segles, però avui és el que més es fa servir arreu del món.

### Història d'aparells de mesura del temps

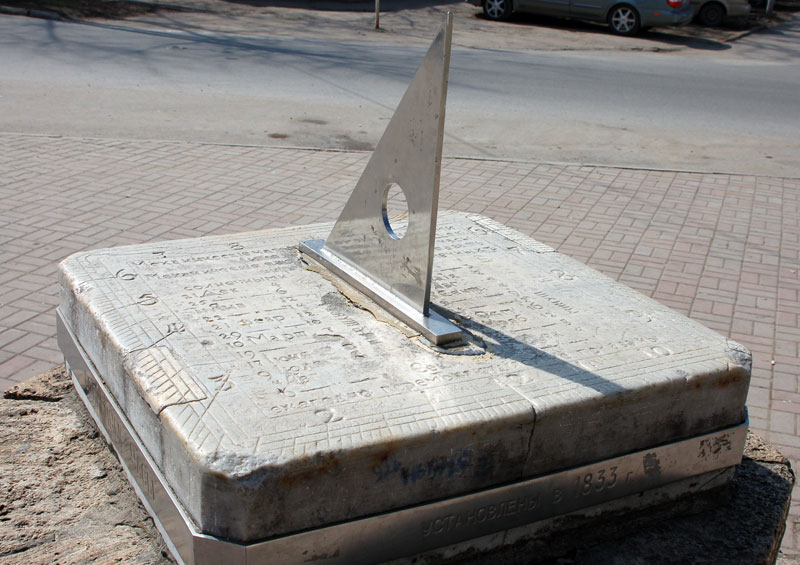
Rellotge de sol horitzontal a Taganrog (1833)

Al llarg de la història, s'ha inventat una gran varietat d'aparells per a mesurar temps.
Un aparell egipci datat del 1500 aC, similar en forma a una T doblegada, mesurava el pas de temps amb l'ombra feta pel seu llistó sobre un regle no rectilini. La T s'orientava cap a l'est als matins. A migdia, l'aparell es capgirava de manera que pogués fer la seva ombra en direcció contrària.
Un rellotge de sol fa servir un gnòmon per fer una ombra en un conjunt de marques que es calibraven a l'hora. La posició de l'ombra marcava l'hora en hora local.
Els aparells de cronometratge més precisos del món antic eren el rellotge d'aigua o clepsidra, un dels quals es va trobar a la tomba del faraó egipci Amenhotep I (1525-1504 aC). Es podien fer servir per a mesurar les hores fins i tot de nit, però necessitaven registre manual del temps per reomplir el flux d'aigua. Els grecs i els arameus, regularment, mantenien registres de cronometratge com a part essencial de les seves observacions astronòmiques. Els inventors i els enginyers àrabs en particular varen fer millores en l'ús de rellotges d'aigua fins a l'edat mitjana. Al segle xi, els inventors i els enginyers xinesos inventaren els primers rellotges mecànics conduïts per un mecanisme d'escapament.

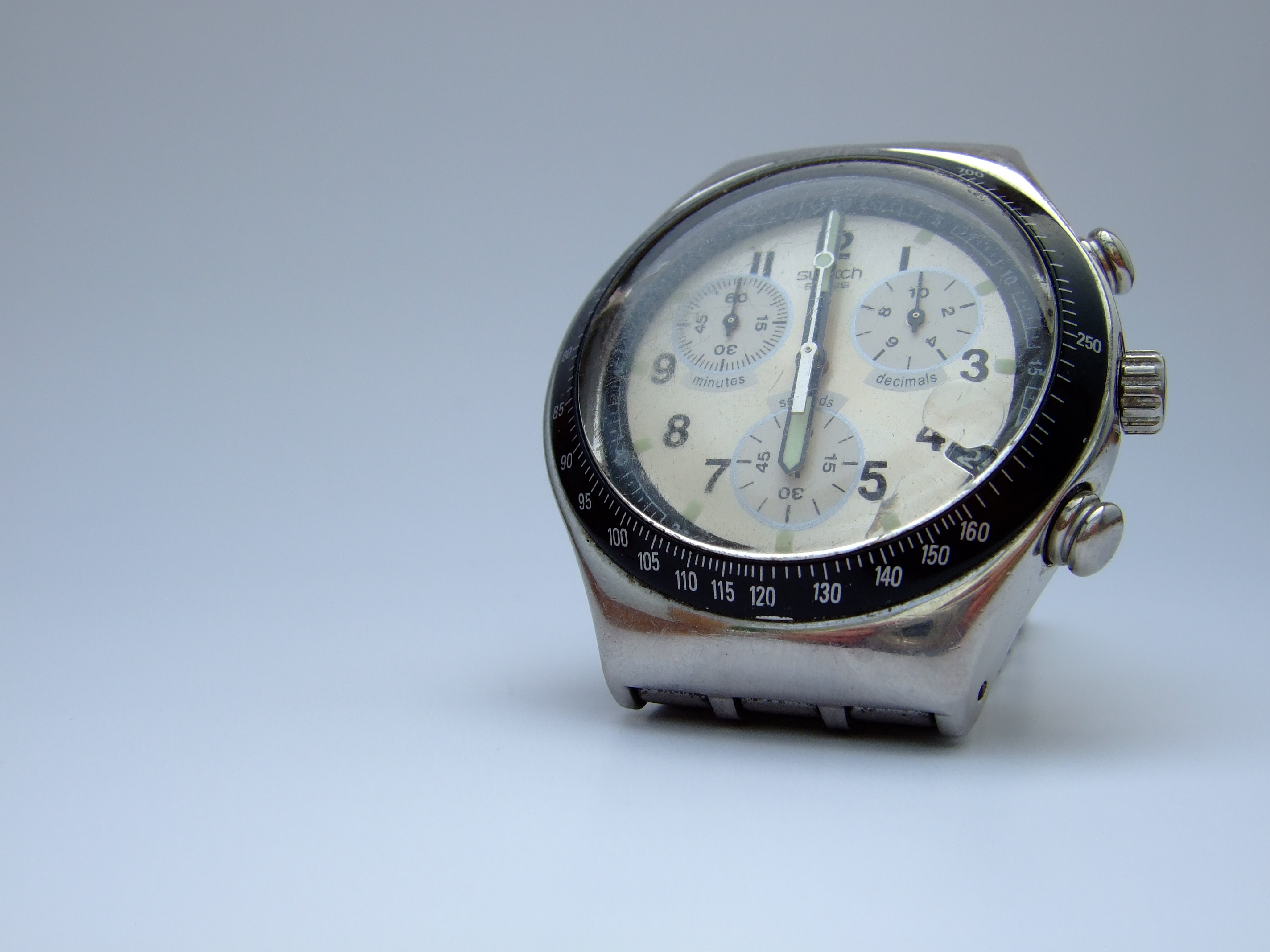
Un rellotge de quars contemporani

El rellotge de sorra feia servir el flux de sorra per a mesurar el flux de temps. Es feien servir en navegació. Fernão de Magalhães va fer servir 18 rellotges de sorra en cada vaixell per a la circumnavegació del globus (1522). Els pals d'encens i les espelmes es feien i es fan servir habitualment per a mesurar el temps en temples i esglésies al voltant del globus. Els rellotges d'aigua, i més tard els rellotges mecànics, es feien servir per marcar els esdeveniments de les abadies i monestirs de l'edat mitjana. Richard de Wallingford (1292-1336), abat de l'abadia de St. Alban, és famós per haver construït un rellotge mecànic com a planetari astronòmic aproximadament el 1330. Galileo Galilei, i especialment Christiaan Huygens, varen fer grans avenços en la mesura acurada del temps amb la invenció del rellotge de pèndol.

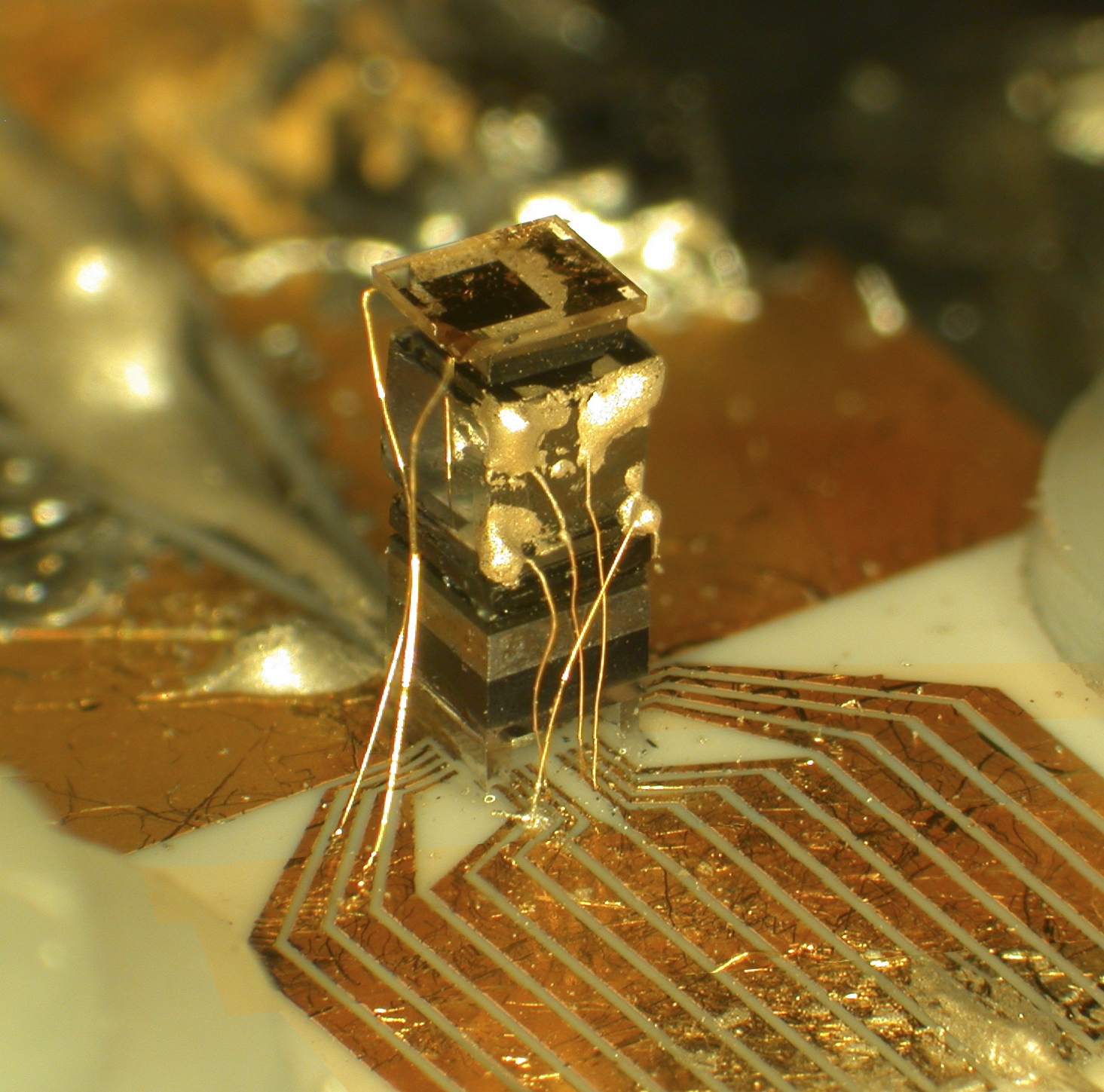
Rellotge atòmic en un xip

Els rellotges es poden variar des de rellotges de polsera, fins a més varietats exòtiques com el rellotge de l'any 10.000. Poden ser accionats per una gran varietat de mitjans, entre els quals hi ha la gravetat, molles, i diverses formes d'energia elèctrica, i ser regulats per una gran varietat de mitjans, com el pèndol. En general, es basen en un moviment, sovint oscil·latori, que es manté gràcies al subministrament d'una potència auxiliar i es regula de manera que sigui constant, i un comptador que mesura el moviment o el nombre d'oscil·lacions.
Un cronòmetre és un dispositiu de mesura del temps portàtil que compleix certs estàndards de precisió. Inicialment, el terme s'utilitzava per a referir-se al cronòmetre marí, un dispositiu de mesura del temps que es feia servir per a determinar la longitud per mitjà de la navegació celestial. Més recentment, el terme també s'ha aplicat al cronòmetre de polsera, un rellotge de polsera que compleix els estàndards de precisió establerts per l'agència suïssa COSC.
Els aparells de cronometratge més acurats són els rellotges atòmics, que tenen un error de segons en molts milions d'anys, i es fan servir per a calibrar els altres rellotges i instruments de cronometratge. Els rellotges atòmics es basen a fer servir la propietat d'espín dels àtoms, i des del 1967, el sistema internacional de mesures basa la seva unitat de temps, el segon, en les propietats dels àtoms de cesi. El S.I. defineix el segon com a 9.192.631.770 cicles d'aquella radiació que correspon a la transició entre dos nivells d'energia d'espín de l'electró de l'estat neutre àtom de l'àtom 133Cs.
Avui en dia, el sistema GPS en coordinació amb el Network Time Protocol es pot fer servir per a sincronitzar sistemes de cronometratge a través del planeta.
El 2006, la quantitat de temps més petita que s'ha mesurat de manera directa és l'attosegon (10−18 s), o al voltant de 1026 unitats de temps de Planck.

## Definicions i estàndards
| Unitat         | Magnitud       | Notes                                    |
| -------------- | -------------- | ---------------------------------------- |
| attosegon      | 1/1018 s       | el temps més petit que es pot mesurar    |
| femtosegon     | 1/1015 s       |                                          |
| picosegon      | 1/1012 s       |                                          |
| nanosegon      | 1/10⁹ s        |                                          |
| microsegon     | 1/10⁶ s        |                                          |
| mil·lisegon    | 0.001 s        |                                          |
| segon          | SI base unit   |                                          |
| minut          | 60 s           |                                          |
| hora           | 60 minuts      |                                          |
| dia            | 24 hores       |                                          |
| setmana        | 7 dies         |                                          |
| quinzena       | 14 dies        | 2 setmanes                               |
| mes lunar      | 27.2–29.5 dies | Hi ha diverses definicions de mes lunar. |
| mes            | 28–31 dies     |                                          |
| trimestre      | 3 mesos        |                                          |
| any            | 12 mesos       |                                          |
| any comú       | 365 dies       | 52 setmanes + 1 dia                      |
| any de traspàs | 366 dies       | 52 setmanes + 2 dies                     |
| any tropical   | 365.24219 dies | de mitjana                               |
| Any gregorià   | 365.2425 dies  | de mitjana                               |
| Olimpíada      | 4 anys         |                                          |
| lustre         | 5 anys         | Anomenat també quinquenni                |
| dècada         | 10 anys        |                                          |
| Indicció       | 15 anys        |                                          |
| generació      | 17–25 anys     | aproximadament                           |
| jubileu        | 50 anys        |                                          |
| segle          | 100 anys       |                                          |
| mil·lenni      | 1.000 anys     |                                          |

La unitat base del SI per al temps és el segon. Les unitats més grans, com el minut, hora i dia, es defineixen a partir del segon, encara que no són unitats del sistema internacional d'unitats, perquè no fan servir el sistema decimal, i també a causa que a vegades hi ha necessitat d'un segon intercalar. Tanmateix, estan acceptades oficialment per a l'ús amb el sistema internacional. No hi ha cap proporció fixa entre segons i els mesos o els anys, ja que els mesos i els anys tenen variacions significatives de durada.
La definició oficial del SI del segon és:
| « | El segon és la duració de 9,192,631,770 períodes de la radiació que correspon a la transició entre els dos nivells hiperfins de l'estat fonamental del àtom de cesi 133. | » |

En la seva reunió del 1997, el CIPM afirmava que aquesta definició es refereix a un àtom de cesi en el seu estat fonamental, a una temperatura de 0 K.

### Temps universal
El manteniment de l'hora és tan crític per al funcionament de les societats modernes que es coordina a nivell internacional. La base per al temps científic és un compte continu de segons basats en rellotges atòmics al voltant del món, conegut com el temps atòmic internacional (TAI). Altres estàndards de temps científics inclouen el temps terrestre i el temps dinàmic baricèntric.
El temps universal coordinat (UTC) és la base pel temps civil modern. Des de l'1 de gener del 1972, s'ha definit per seguir el TAI amb una diferència d'un nombre enter exacte de segons, canviant només quan s'afegeix un segon intercalar per mantenir l'hora dels rellotges sincronitzada amb la rotació de la Terra. En els sistemes de TAI i UTC, la duració d'un segon és constant, tal com es defineix pel període de transició invariable de l'àtom de cesi.
El Greenwich Mean Time (GMT), és a dir, temps mitjà de Greenwich, és un estàndard més antic, adoptat al començament pels ferrocarrils britànics el 1847. Emprant telescopis en comptes de rellotges atòmics, GMT es calibrava amb el temps solar mitjà a l'observatori Reial de Greenwich. El temps universal (UT) és el terme modern per al sistema basat en els telescopis internacionals, adoptat per a substituir el temps mitjà de Greenwich el 1928 per la Unió Astronòmica Internacional. Les observacions a l'observatori de Greenwich mateix cessaven el 1954, encara que la localització encara s'utilitza com la base per al sistema de coordenades. Com que el període de rotació de la Terra no és perfectament constant, la duració d'un segon variaria si es calibra amb un estàndard basat en telescopis com GMT o UT —en el qual, un segon es definia com a fracció d'un dia o any. Els termes «GMT» i «temps mitjà de Greenwich» es fan servir de vegades per a referir-se informalment a UT o UTC.
El sistema de posicionament global (GPS) també emet un senyal horari molt precís a escala mundial, conjuntament amb instruccions per a convertir el temps de GPS a UTC.
La Terra es divideix en un cert nombre de fusos horaris. La majoria dels fusos horaris es diferencien exactament una hora dels veïns, i per convenció calculen la seva hora local com a diferència des d'UTC o GMT. En moltes localitzacions, aquestes diferències varien dues vegades l'any a causa de canvis d'hora per a estalviar energia.

### Temps sideri
El temps sideri és la mesura del temps amb relació a un estel llunyà (en comptes del temps solar que és relatiu al Sol). Es fa servir en astronomia per a pronosticar l'elevació dels estels. A causa de la rotació de la Terra al voltant del Sol, un dia sideri és 1/366 part d'un dia (4 minuts) menys que un dia solar.

### Cronologia
Una altra forma de mesurar el temps consisteix a estudiar el passat. Els esdeveniments en el passat es poden ordenar en una successió (creant una cronologia), i es poden posar en grups cronològics (periodització). Un dels sistemes més importants de periodització és el temps geològic, que és un sistema de perioditzar els esdeveniments que varen donar forma a la Terra i la vida.

## La percepció del temps
En uns dibuixos animats del 1930, es feia servir una percepció comuna per a presentar al públic les idees d'Einstein:
| « | Home: Bé, és com si —suposant que hagués de seure al costat d'una noia bonica durant mitja hora— i això semblaria com mig minut. Einstein: Braffo! You haf zee ideah! [sic](Braffo tu ha vist idea) Home: Però si m'hagués de seure en una cuina calenta durant dos segons, llavors em semblarien dues hores. | » |

Una forma d'il·lusió temporal verificable per experiments és l'efecte kappa, pel qual els intervals de temps entre esdeveniments visuals es perceben com a relativament més llargs o més curts depenent de les posicions espacials relatives dels esdeveniments. En altres paraules: la percepció d'intervals temporals sembla estar afectada directament, en aquests casos, per la percepció d'intervals espacials.
Una hora per a una persona de sis mesos seria aproximadament «1:4368», mentre que una hora per a una de 40 anys seria «1:349,440». Per això, l'hora sembla molt més llarga a un nen jove que a un adult, tot i que la mesura del temps és la mateixa.

### Estats alterats de la consciència
Els estats alterats de la consciència, a vegades, es caracteritzen per una estimació diferent del temps. Algunes substàncies psicoactives —com l'enteogen— també poden canviar dramàticament el judici temporal d'una persona. Quan es contempla sota la influència de tals substàncies, com LSD, bolets al·lucinògens, i peiot, un rellotge pot semblar ser un punt de referència estrany i una eina inútil per a mesurar el pas d'esdeveniments, ja que no hi ha una correlació amb l'experiència de l'usuari. A dosis més altes, el temps pot semblar alentir-se, aturar-se, accelerar-se, anar al revés i, fins i tot, semblar fora de seqüència. Un pensament típic podria ser: "No puc creure que només siguin les 8 en punt, però llavors una altra vegada, què volen dir les 8 en punt?". Molts usuaris afirmen que aquesta atemporalitat il·limitada se sent com una ullada a la infinitat espiritual. La marihuana, un psicodèlic més suau, també pot distorsionar la percepció del temps en un grau menor.

### Psicologia i cultura
A grans trets, podem dir que el nostre sentit del temps implica: a) una consciència de la duració; b) una distinció enter present, passat i futur. D'aquesta manera, Wolfgang Koehler va concloure que els simis no posseeixen una noció de temps comparable a la dels humans basada en certs experiments on aquestos no mostraven una noció clara de futur.
Pel que fa a la consciència de la duració, podem dir que els infants viuen en un continu present fins als divuit mesos d'edat. Aleshores comencen a desenvolupar la noció d’"ara" i a partir d'aquell moment i fins als trenta mesos, aprenen algunes nocions relatives al futur com ara aviat. Conseqüentment, la noció de "futur" precedeix a la de "passat": el "demà" s'aprèn abans que l'"avui".
Pel que fa a la distinció entre present, passat i futur, el temps és una construcció cultural basada en l'experiència humana codificada pel llenguatge i, en cap, cas, es pot parlar d'un «sentit del temps» comparable als de la vista, tacte, gust, oïda i olfacte. La percepció del temps com a lineal i absolut no és una idea innata, sinó una construcció cultural. L'adquisició de la noció del temps es relaciona amb experiències de duració (quan un infant plora perquè té gana, per exemple) i són construccions intel·lectuals resultants de l'experiència i l'acció. La conceptualització temporal va molt lligada al desenvolupament del llenguatge i aquest a la cultura marc de referència de l'infant. Per tant, la cultura és una altra variable que contribueix a la percepció del temps. L'antropòleg Benjamin Lee Whorf explica, en estudiar les cultures hopi, que «el llenguatge hopi es veu que no conté cap paraula, ni formes gramaticals, ni construccions o expressions, que es refereixen directament al que anomenem "temps", o al passat, present, o futur». P. M. Bell explica que en cultures alienes al món occidental industrial i postindustrial els infants presentaven dificultats per llegir un rellotge o estimar la durada d'un trajecte perquè vivien en cultures agrícoles preindustrials on el rellotge era innecessari perquè es guiaven per l'hora solar.

## El temps en la felicitat
Tal com està organitzada la nostra societat i el nostre dia a dia, un element tan senzill com el temps és una de les carències més notables en les persones i, en molts casos, el causant de la infelicitat. Pot semblar curiós perquè el temps és igual per tothom i està a l’abast de qualsevol, però la seva bona gestió envers la nostra vida i les nostres necessitats és essencial per poder arribar a portar una vida plena. L'etern problema de l'ésser humà és el de programar el seu temps. L'avorriment durant llargs períodes apressa el deteriorament emocional i físic. Per evitar l'avorriment, les persones busquem alguna cosa a fer amb el nostre temps.
Està científicament provat, per Heron, Z. a La patologia de l'avorriment, entre d'altres, que l'habilitat de la persona humana per mantenir la suficient coherència interna està en relació amb el flux d'estímuls sensorials, de tal manera que en la mesura que va disminuint i fent monòton, s'observa una progressiva desorganització mental. És per això que l’ésser humà té tot un repertori de rituals i estratègies per tal de relacionar-se i invertir el temps evitant la manca de flux d’estímuls per tal d’evitar el deteriorament.
Una de les qüestions més importants a l’hora de parlar sobre el temps és la nostra consciència i gestió envers ell. La majoria del temps que passem vius és pensant o actuant per un propòsit futur, deixant de banda que el que tenim al nostre abast és el present. En els temps que vivim, la sobreestimulació, les vides accelerades i la visió actual de productivitat ens porten a viure en un món en què constantment procrastinem i que una de les bases fonamentals de la nostra vida com és el temps, passa a ser només una eina per produir i utilitzar per objectius capitalistes. D’aquesta manera, ens fa oblidar del seu valor real.
Per començar, cal saber que el temps no és manejable, sempre és igual i el mateix per tothom. Sobre l’únic que tenim poder de decisió és sobre com el gestionem. Si simplement fóssim conscients que cada cosa que fem és una decisió personal, que cada vegada que vam decidir fer alguna cosa estem decidint no fer tota la resta, ens adonaríem de com construïm la nostra vida.

### Formes d'estructurar el temps
Segons Berne, un psiquiatre del segle xx, a l’hora d’estructurar el nostre temps per poder aconseguir aquests estímuls de què parlava anteriorment que podem obtenir-los, majoritàriament amb les relacions, però també en solitari, les persones tenim cinc diferents conductes socials que podem emprar i, com a resultat, decidir així com l’estructurem. En tot moment, una d’aquestes cinc conductes estan involucrades. A continuació, lsón mencionades en l’ordre creixent del compromís emocional que suposen.
AïllamentPrimerament, existeix l'aïllament. En aquesta forma no hi ha contacte social, no hi ha transaccions. L’individu pot estar immergit en els mateixos diàlegs interns, estudiant, escoltant música, meditant, planificant una activitat futura o pensant en una altra cosa mentre li parlen a un. L'aïllament pot produir-se quan la persona està sola, però també en una reunió o enmig d'una multitud, sempre que desapareguin les transaccions. La persona que està físicament present, però psicològicament absent està en aïllament. Aïllar-se pot ser una decisió temporal o una imitació apresa en determinades situacions, però, quan una persona s'aïlla psicològicament amb freqüència, s’endinsa cap a un món fantàstic que pot conduir-la cap a trastorns de més o menys gravetat.
RitualsEn segona instància, podem prendre la conducta dels rituals, definits pel mateix Berne com: conjunt de transaccions simples, complementàries, estereotipades, programades i determinades per forces socials externes. Aquests rituals es basen en pautes culturals transmeses de generació en generació. N’hi ha de diferents graus i poden ser des d’un intercanvi de salutacions fins a una cerimònia de casament. Els rituals suavitzen l'intercanvi social, proporcionen a persones desconegudes una forma d'apropar-se.
ActivitatPer altra banda, hi ha l’activitat: una conducta que es dona quan l'objectiu és fer alguna cosa, quan fem qualsevol mena de tasca, estem en activitat. Treballar, pintar, jugar a bàsquet, ballar, construir un vaixell, afaitar-se, conduir, jugar a les cartes; en són exemples. Aquestes ens proporcionen estímuls condicionals, vinculades amb la tasca en curs, positives pels èxits, negatives pels errors.
PassatempsEn següent lloc, trobem el passatemps; sèries de transaccions complementàries superficials entre dues o més persones al voltant d'un tema o centre d'interès comú innocu o intranscendent. El seu objectiu bàsic és passar el temps d'una forma més o menys plaent, mantenint un contacte social sense complicacions. Mitjançant els passatemps s'intercanvia informació sobre les nostres actituds, història personal, idees polítiques, creences, passions, etc. Això ens permet estudiar al nostre interlocutor i decidir si ens convé o no per a contactes posteriors. Hi ha passatemps propis segons l'edat, el sexe, l’estatus social, la professió, entre d'altres.
IntimitatPer acabar, hi ha la intimitat; que implica intercanvis d’estímuls, compartir pensaments, experiències profundes i emocions en una relació honesta en què cadascú confia en l'altre. És, per tant, la relació més gratificant, però, alhora, la que més risc comporta. Ens aporta una important quantitat i qualitat d'estímuls incondicionals positius. No hi ha motivacions ocultes ni ningú pretén treure cap profit de l'altre. També cal tenir en compte que no sempre és agradable aquesta experiència, ja que n’hi poden haver de tristes i doloroses, però sempre són autèntiques i commovedores. La intimitat intensa activa mecanismes emotius i neurofisiològics molt profunds. Augmenta l'autoestima, la capacitat de tornar a donar i rebre afecte, el desig de viure, l'interès per valors superiors als materials.

Cadascuna d’aquestes conductes socials ens aporten o ens permeten viure diferents situacions o emocions cada moment de la nostra vida. Per tant, malgrat que tothom tingui l'oportunitat de gaudir del mateix temps, la manera en què l’estructurem és subjectiva i porta a cada individu a experimentar diferents vivències malgrat estar en el mateix lloc i moment que un altre. Tot això també explica per què el pas del temps, és a dir la seva durada, pot semblar tan subjectiva per cada persona.

## El temps en filosofia
Per a la filosofia, el temps és un concepte clau, sobretot per a les branques de la metafísica i de l'ontologia.
Una de les primeres preguntes que es van fer els filòsofs va ser si el temps era real o no. Parmènides i Plató, per exemple, creien que l'essència de les coses era eterna, immutable, i que el temps i el canvi pertanyien a l'aparença. Heràclit, per contra, creia que el temps, o el canvi, era l'únic veritablement existent, ja que tot pateix una mutació i està subjecte a la successió, fins i tot la personalitat.
La religió influeix en la manera de veure el temps. Per exemple, el cristianisme o l'islam pensen que hi ha dos temps: l'un terrenal i breu, i l'altre etern i diví, després de la mort del cos (escatologia). El temps estaria creat per Déu, cosa que explica l'oposició d'alguns creients a idees com el big-bang o el darwinisme. El budisme afirma l'existència d'un temps cíclic, lligat a les reencarnacions i a la repetició d'esdeveniments en la història.
Alguns pensadors han dit que és impossible per a l'ésser humà saber què és exactament el temps; per tant, es fixen en la convenció, en com afecta les persones i l'opinió comuna sobre els seus efectes. Termes com pas del temps, temps psicològic i moment tenen a veure amb aquesta concepció.
Si s'accepta que el temps flueix, s'ha de precisar si evoluciona linealment, en espirals o en una forma complexa. La major part dels pensadors han optat pel model més senzill, el lineal, lligat a com es percep el temps en la vida ordinària (anem creixent, vivint). Es pot pensar que hi ha un progrés històric o una degeneració des d'una edat d'or, lligada al paradís. La fi dels temps sol ser descrita com una apocalipsi.
Una de les aportacions més importants realitzades a l'estudi del temps al segle xix és obra de Friedrich Schelling, una de les figures rellevants de l'anomenat "idealisme alemany". L'obra clau per a l'estudi d'aquesta qüestió en aquest filòsof són Les edats del món (Die Weltalter), un text que no va ser publicat en vida de l'autor i del qual tenim tres versions molt similars (del 1811, 1813 i 1815), encara que diferents en alguns aspectes importants. En aquest treball, Schelling pretén conèixer el temps premundà (vorweltlichen Zeit), és a dir, el temps anterior a la creació del món. Però, això no és possible perquè no en tenim fonts directes; utilitza, per tant, fonts indirectes; aquestes consisteixen en l'autoconeixement de l'ésser humà (mètode antropomorfista) i en discursos divins revelats, bàsicament en l'Antic Testament. La seva investigació li porta a la conclusió que el veritable passat és el passat anterior a la creació del món i el veritable futur és el postmundà. Defensa un concepte orgànic del temps, en què cada ésser posseeix el seu propi temps intern i critica una concepció objectivista de la temporalitat. El seu estudi del temps hem de situar-ho dins d'una concepció teològica, ja que identifica el passat amb el Pare, el present amb el Fill i el futur amb l'Esperit; elabora, d'aquesta manera, un sistema trinitari que s'identifica amb cadascuna de les manifestacions de la divinitat defensades per la religió cristiana.

## Viatge en el temps
Viatge en el temps és el concepte de moviment cap enrere i/o cap endavant a diferents punts en el temps, de manera anàloga a moure's a través de l'espai, i diferent del «flux» de temps normal per a un observador terrestre. Des d'aquest punt de vista, tots els punts en el temps (incloent-hi els temps de futur) «persisteixen» d'alguna manera. El viatge en el temps ha estat una trama en la ficció des del segle xix. Viatjar cap enrere en el temps no ha estat verificat, ja que presenta molts problemes teòrics, i pot ser impossible; en canvi, sí que és possible viatjar cap al futur, anant a una velocitat propera a la velocitat de la llum.
També s'ha especulat sobre els forats de cuc i la seva capacitat per a permetre viatjar en el temps.

## Tòpics literaris relacionats amb el temps
El temps és un dels grans temes de la literatura i ha generat tòpics al seu voltant:
- Tempus fugit: el temps passa molt de pressa.
- Carpe diem: s'ha d'aprofitar el moment present.
- Ubi sunt: enyorança del temps passat.